# Bustanico
Bustanico är en kommun i departementet Haute-Corse på ön Korsika i Frankrike. Kommunen ligger i kantonen Bustanico som tillhör arrondissementet Corte. År 2022 hade Bustanico 65 invånare.

## Befolkningsutveckling
Antalet invånare i kommunen Bustanico
Referens:INSEE